# Миљај
Миљај архаично и Мила (алб. Milaj) је насељено место у општини Призрен на Косову и Метохији. Према попису становништва из 2011. у насељу је живело 37 становника.

## Положај
Атар насеља се налази на територији катастарске општине Миљај површине 802 ha.

## Историја
У повељи српског цара Душана Немањића цркви Св. Николе у Добрушту која је дата „око“ 1355. године ово село се помиње под именом Милишта. До осамдесетих година 19. века на брегу изнад села могле су се видети развалине невелике цркве изгубљеног имена.

## Становништво
Према попису из 2011. године, Миљај има следећи етнички састав становништва:
| Националност | 2011.       |
| Албанци      | 37 (100,0%) |
| Укупно       | 37          |

| Демографија | Демографија | Демографија |
| Година      | Становника  | Становника  |
| ----------- | ----------- | ----------- |
| 1948.       | 128         |             |
| 1953.       | 170         |             |
| 1961.       | 195         |             |
| 1971.       | 246         |             |
| 1981.       | 279         |             |
| 1991.       | 281         |             |
| 2011.       | 37          |             |